# Leopold Otto

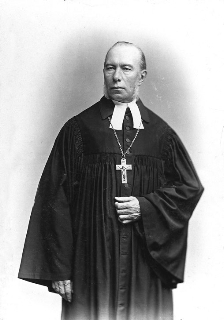
Leopold Otto

Leopold Martin Otto, Selbstbezeichnung  Leopold v. Otto (* 2. November 1819 in Warschau; † 22. September 1882 in Warschau) war ein lutherischer Theologe, Exponent der lutherischen Orthodoxie in Polen sowie ein Kirchenliederdichter. Trotz deutscher Herkunft wurde er als ein begeisterter „polnischer Patriot“ und „Vater des polnischen Evangelizismus“ bezeichnet.
Er schrieb ein Buch über die Deutsche Evangelische Gemeinde der Augsburgischen Konfession in Warschau.

## Leben und Wirken
Leopold Otto wurde als Sohn des Malers und Offiziers in der Großen Armee Jakob Otto und Thekla Költz geboren. Er machte 1839 seinen Schulabschluss am praktisch-pädagogischen Gymnasium in Lissa und nahm 1840 an der Kaiserlichen Universität Dorpat das Studium der Ökonomie auf. Von 1841 bis 1844 studierte Otto außerdem Evangelische Theologie und Philosophie an der Universität Berlin.
Am 17. März 1844 erfolgte seine Ordination zum Geistlichen Amt in der Evangelisch-Augsburgischen Kirche in Polen. Danach ging Otto ins Vikariat nach Kalisch und übernahm 1844 in Petrikau seine erste Pfarrstelle.
Bereits 1849 wechselte Otto nach Warschau, wo er bis 1866 blieb. Es folgte bis 1875 die Wahrnehmung einer Pfarrstelle in Teschen, bevor er wieder nach Warschau zurückkehrte, wo er bis zu seinem Tode blieb. Der Zeit des Ottos Aufenthalts in Teschen war die Höhepunkt der polnischen Nationalbewegung unter wasserpolnischsprachigen Lutheraner der Region. Unter seinem Nachfolger Theodor Karl Haase kam es zum starken Einfluss der schlonsakischen bzw. deutschfreundlichen Bewegung.
Leopold Otto war dreimal verheiratet. In erster Ehe heiratete er 1850 Emilie Isabella Marie Linde († 1857), die Tochter von Samuel Gottlieb Linde, dem Schöpfer des Polnischen Wörterbuchs.
Leopold Otto war ein tiefgläubiger Christ, ein gebildeter Theologe und ein sehr populärer Prediger. Als orthodoxer Lutheraner bekämpfte er den Rationalismus in seiner Kirche und speziell seines Exponenten, des Generalsuperintendenten Adolf Theodor Julius Ludwig. Ihm und seinen Mitstreitern gelang es, den Bromberger Katechismus und das von Ludwig inszenierte rationalistische Gesangbuch von 1842 aus dem kirchlichen Leben zu verbannen.
1881 stellte Pastor v. Otto in seiner  Widmung für sein 1882 in Warschau gedrucktes Buch über die Gemeinde der Augsburger Konfession in Warschau ein Fortsetzungsbuch infrage (er verstarb 1882).
Otto galt auch als „Vater des polnischen Evangelizismus“, der die Auffassung vertrat, die in ihrem Sprachgewand noch deutsche augsburgische Kirche in eine polnische verwandeln zu müssen, um dann auch im polnisch-katholischen Volk Mission treiben zu können. Seine Ideen vertrat er von 1863 bis 1882 in der von ihm redigierten polnischen Monatsschrift Zwiastun Ewangeliczny („Evangelischer Bote“). Seine Anhänger – unter ihnen später der Generalsuperintendent Juliusz Bursche – versuchten in seinem Sinne die augsburgische Kirche in eine eindeutig polnische umzugestalten, erzielten aber nicht den erhofften Erfolg.
Leopold Otto war ein begeisterter „polnischer Patriot“ (gegen das russische Zarentum) und fast schon fanatischer Aktivist. So nahm er als Vorkämpfer des polnischen Januaraufstandes 1863–1864 an dessen Vorbereitungen tätigen Anteil. Seine oftmals in den unterirdischen Räumen der Warschauer St.-Trinitatis-Kirche durchgeführten, fast konspirativen Versammlungen blieben den russischen Behörden jedoch nicht verborgen: Im Oktober 1861 wurde er verhaftet und in der Warschauer Zitadelle  gefangen gehalten. Auf Fürsprache des Grafen Aleksander Wielopolski, Chef der Zivilverwaltung, wurde er wieder freigelassen, aber er ging von Warschau weg. Er wurde von preußischer Seite für den Dienst im Ostpreußischen Masuren vorgeschlagen und stellte sich von 1866 bis 1875 in Teschen in den Dienst des schlesischen Volksteils. 1875 ging er als zweiter Pfarrer nach Warschau, wo er 1882 verstarb. Sein Nachfolger in Teschen war Theodor Karl Haase, der mit Erfolg Ottos polnisch-nationale Aktivität unter den polnischsprachigen Lutheranern durch schlesisch-regionalistische („schlonsakische“) eher den deutschen Nationalparteien zugewandte Politik ersetzte.

## Werke
- Abhandlungen:
  - Die Jesuiten in Polen
  - Das Vaterunser. Neun Predigten, 1855
  - Das Gesetz Gottes in zehn Predigten, 1863
- Zeitschriftenartikel:
  - Lebensläufe von Martin Luther, Andrzej Frycz-Modrzewski, Jan Ostoróg und Valerian Krasiński
- Übersetzungen:
  - Grundriß der Logik und Metaphysik von Johann Eduard Erdmann, 1844
  - Confessio Augustana, 1852
- Kirchenlieder:
  - Beitrag zur Geschichte der Evangelisch-Augsburgischen Gemeinde zu Warschau, Leopold v. Otto, Pastor, 1882

Von seinen zahlreichen Kirchenliedern fanden sechs Aufnahme in das Gesangbuch der Evangelisch-Augsburgischen Kirche von 1956.

## Ehrungen
- Leopold Otto wurde 1865 mit der Ehrendoktorwürde der Philosophie der Universität Leipzig ausgezeichnet.
- Seine Warschauer Heimatgemeinde setzte ihm auf dem evangelischen Friedhof am 28. September 1887 ein Denkmal.